# タナトーン・ジュンルンアンキット
タナトーン・ジュンルンルアンキット（タイ語: ธนาธร จึงรุ่งเรืองกิจ、英語: Thanathorn Juangroongruangkit、1978年11月25日 - ）は、タイの政治家。下院議員。2018年にアナコットマイ政党党首。

## 略歴
1978年11月25日にタイ王国バンコクで生まれた。中華系出身で、漢名は荘 海文（そう かいぶん、白話字：Chng Hái-bun）。
バンコクのトリアムウドムスックサー高等学校を卒業。その後、タンマサート大学及びノッティンガム大学で機械工学の工学士号を連名で取得した。この間、1999年にタンマサート大学学生組合の会長に就任し、後にタイ学生連盟の副理事総長に任命された。
2018年にアナコットマイ政党党首になる。2019年3月の総選挙で初当選。
しかし、2019年11月、憲法裁判所は、議員立候補時にメディア会社の株式を保有していたのが憲法違反に当たるとしてタナトーンの議員資格を剥奪。
2020年2月21日、憲法裁判所はタナトーンが党に行った計一億九千万バーツ（約六億八千万円）の融資が政党法に違反するとして党の解党を命じ、タナトーン自身も10年間の政治活動禁止を命じられた。

## 脚註
1. ↑  'I'm Not Part of the Elite', Says Billionaire Leader of Progressive Party
2. ↑  Thanathorn elected leader of Future Forward Party
3. ↑  ประวัติ ธนาธร จึงรุ่งเรืองกิจ กับแนวคิดการเมือง และเหตุที่ไทยต้องมีพรรคหน้าใหม่
4. ↑  “タイの憲法裁、「新未来党」党首の議員資格を剥奪 メディア会社の株保有で”. 毎日新聞. (2019年11月20日) 2020年2月23日閲覧。
5. ↑  “タイ憲法裁、反軍野党に解党命令　「党首の融資違法」”. 東京新聞. (2020年2月21日) 2020年2月23日閲覧。